# Pico Reja
Pico Reja és una fossa comuna més gran d'Espanya i una de les més grans d'Europa. Situada al cementiri de San Fernando de Sevilla, segons dades de l'Ajuntament de Sevilla s'hi trobaran les restes de 1.103 persones represaliades de la Guerra Civil espanyola, tot i que les previsions han passat a ser 6.000 cossos quan s'hi sumen 4.500 enterraments posteriors que s'atribueixen a l'activitat funerària normal. L'espai té una longitud de 671 metres, quatre de profunditat i una capacitat de 2.685 metres cúbics.
Entre les víctimes que es preveuen localitzar hi ha el pare de la pàtria andalusa afusellat l'agost del 1936 Blas Infante, així com presos de la postguerra i malalts d'hospitals propers que van morir anys més tard.

## Història
La fossa es va començar a cavar el 1928 i es va començar a fer servir per abocar cadàvers l'estiu del 1936 en l'inici de la Guerra Civil espanyola.
Els treballs de localització i delimitació van començar el 2017. El 2018 es van fer tasques de localització de fosses properes, com les de Monumento i Antigua. L'impuls de les excavacions es van fer amb un pressupost de licitació d'1,2 milions d'euros, el 20 de gener del 2020 es van començar a prendre mostres de restes d'ossos i la previsió d'enllestir-los a finals del 2022.